# Nadškofija Kingston
Nadškofija Kingston je rimskokatoliška nadškofija s sedežem v Kingstonu (Ontario, Kanada).

## Geografija
Nadškofija zajame področje 16.500 km² s 315.000 prebivalci, od katerih je 116.845 rimokatoličanov (37,1 % vsega prebivalstva).
Nadškofija se nadalje deli na 52 župnij.

## Nadškofje
- James Vincent Cleary (28. december 1889-24. februar 1898)
- Charles-Hugues Gauthier (29. julij 1898-6. september 1910)
- Michael Joseph Spratt (17. julij 1911-23. februar 1938)
- Richard Michael Joseph O'Brien (23. februar 1938-30. avgust 1943)
- Joseph Anthony O'Sullivan (26. februar 1944-14. december 1966)
- Joseph Lawrence Wilhelm (14. december 1966-12. marec 1982)
- Francis John Spence (24. april 1982-27. april 2002)
- Anthony G. Meagher (27. april 2002-danes)